# Puerta Capena

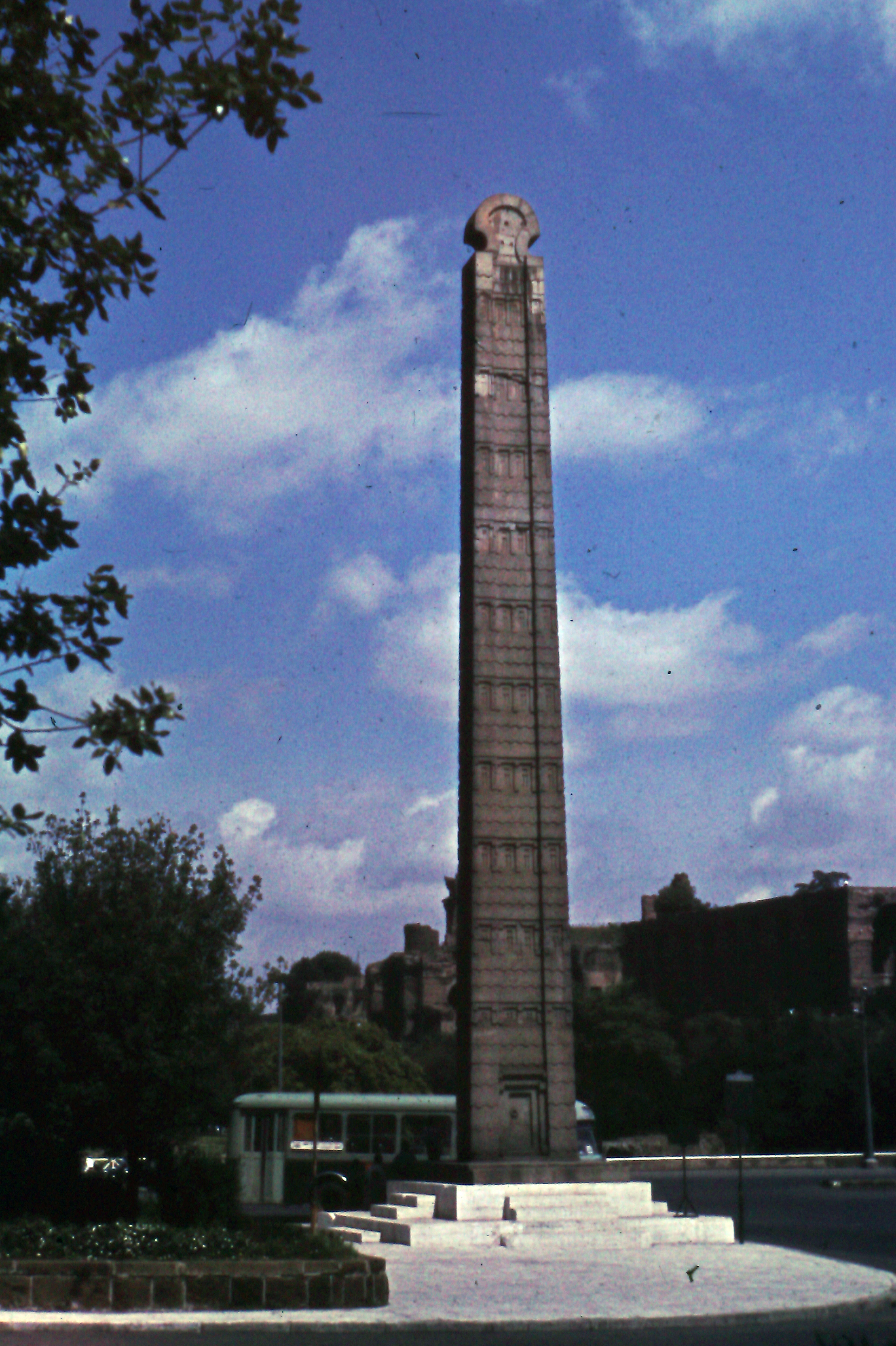
El Obelisco de Aksum, en la plaza de Porta Capena, Roma, en 2002.

La Puerta Capena era una puerta de las Murallas Servianas, cerca de la Colina de Celio, en Roma, anteriormente el bosque sagrado donde se creía que Numa Pompilio y Egeria (una de las Camenas) se conocieron y besaron. Fue uno de los principales accesos a la Antigua Roma ya que se encontraba sobre la Vía Apia. Aunque se desconoce el origen del nombre, es posible que se refiera al hecho de que el camino lleva a Capua, una ciudad importante de Campania, al sur de Roma.
La plaza de Porta Capena alberga las oficinas de la FAO y el Casino La Vignola Boccapaduli. En esta misma plaza se hallaba el Obelisco de Aksum, un botín de guerra que fue devuelto a Etiopía en 2005.
- Datos: Q1632777